# Ondřej Balvín
Ondřej Balvín (Ústí nad Labem, 20 settembre 1992) è un cestista ceco.

## Carriera
Con la Rep. Ceca ha disputato i Giochi olimpici di Tokyo 2020, i Campionati mondiali del 2019 e due edizioni dei Campionati europei (2013, 2022).

## Statistiche

### Eurolega
| Anno      | Squadra      | PG | PT | MP   | TC%  | 3P% | TL%  | RP  | AP  | PRP | SP  | PP  |
| --------- | ------------ | -- | -- | ---- | ---- | --- | ---- | --- | --- | --- | --- | --- |
| 2018-2019 | Gran Canaria | 29 | 14 | 18,6 | 64,3 | -   | 60,4 | 5,1 | 0,9 | 0,3 | 0,4 | 6,6 |
| Carriera  | Carriera     | 29 | 14 | 18,6 | 64,3 | -   | 60,4 | 5,1 | 0,9 | 0,3 | 0,4 | 6,6 |

### Eurocup
| Anno      | Squadra       | PG | PT | MP   | TC%  | 3P%  | TL%  | RP  | AP  | PRP | SP  | PP   |
| --------- | ------------- | -- | -- | ---- | ---- | ---- | ---- | --- | --- | --- | --- | ---- |
| 2010-2011 | Real Betis    | 1  | 0  | 0,1  | -    | -    | -    | 0,0 | 0,0 | 0,0 | 0,0 | 0,0  |
| 2012-2013 | Real Betis    | 11 | 6  | 15,5 | 50,0 | -    | 54,2 | 3,5 | 0,4 | 0,3 | 1,2 | 4,8  |
| 2014-2015 | Real Betis    | 14 | 3  | 14,5 | 63,9 | -    | 56,3 | 4,1 | 0,7 | 0,4 | 0,6 | 3,9  |
| 2016-2017 | Bayern Monaco | 11 | 4  | 7,9  | 50,0 | -    | 100  | 1,9 | 0,6 | 0,0 | 0,3 | 3,4  |
| 2017-2018 | Gran Canaria  | 18 | 11 | 23,1 | 69,1 | -    | 73,1 | 7,3 | 1,5 | 0,4 | 0,8 | 10,6 |
| 2022-2023 | Prometej      | 21 | 19 | 24,1 | 60,6 | 38,5 | 72,9 | 6,7 | 1,5 | 0,7 | 0,6 | 9,9  |
| 2023-2024 | Prometej      | 19 | 3  | 24,3 | 64,3 | 37,5 | 65,6 | 9,3 | 2,4 | 0,4 | 1,4 | 11,1 |
| Carriera  | Carriera      | 95 | 46 | 19,4 | 62,3 | 38,1 | 68,8 | 5,9 | 1,3 | 0,4 | 0,8 | 7,9  |

## Palmarès

### Squadra
- Lega Lettone-Estone: 2

Prometej: 2022-2023, 2023-2024

### Individuale
- All-Eurocup Second Team: 1

Gran Canaria: 2017-18